# Walentina Nikolajewna Mamontowa
Walentina Nikolajewna Mamontowa (russisch Валентина Николаевна Мамонтова; * 25. Junijul. / 7. Juli 1895greg. in Saratow; † 20. Mai 1982 ebenda) war eine russische Biologin und Pflanzenzüchterin.

## Leben
Mamontowa schloss 1912 das 4. Mädchengymnasium in Saratow ab. Sie studierte dann in den von Professor Iwan Alexandrowitsch Stebut initiierten St. Petersburger Höheren Frauenkursen für Landwirtschaft mit Abschluss 1919. Darauf wurde sie für die 1910 von Alexander Iwanowitsch Stebut gegründete Pflanzenzuchtstaton Saratow (jetzt Forschungsinstitut für Landwirtschaft des Südostens) gewonnen, in der sie unter der Leitung Georgi Karlowitsch Meisters die Selektionszüchtungsarbeit leitete. Sie gehörte zu den Begründern der Methode der schrittweisen Hybridisierung, die auf den Sommerweizen angewendet wurde. Dies war der Anfang einer inzwischen weltweiten Praxis. Sie züchtete wertvolle Weich- und Hartweizensorten. Sie war Doktorin der Landwirtschaftswissenschaften.

## Ehrungen
- Leninorden
- Leninpreis (1963)[2]
- Held der sozialistischen Arbeit (1965)[2]